# Toquí d'orelles blanques
El toquí d'orelles blanques o toquí de clatell groc (Melozone leucotis) és un ocell de la família dels passerèl·lids (Passerellidae).

## Hàbitat i distribució
Habita densa vegetació, clars del bosc, matolls i arbusts a les terres altes del sud de Mèxic, Guatemala, El Salvador i Costa Rica.

## Taxonomia
Es reconeixen tres subespècies:
- M. l. occipitalis (Salvin, 1878) localitzat al sud de Mèxic, Guatemala i El Salvador.
- M. l. nigrior (Miller & Griscom, 1925) Nicaragua.
- M. l. leucotis (Cabanis, 1861) Costa Rica.

Alguns autors consideren que la població més septentrional, és en realitat una espècie diferent:
- Melozone occipitalis (Salvin, 1878) - toquí de coroneta gris[7]